# Labelcode
Der Labelcode (Abkürzung: LC) ist eine eindeutige vier- bis sechsstellige Zahl mit gegebenenfalls führenden Nullen und der vorangestellten Abkürzung LC (Beispiel: LC 00123), die von der Gesellschaft zur Verwertung von Leistungsschutzrechten (GVL) auf Antrag und an Mitglieder kostenlos für die Kennzeichnung von Tonträgern vergeben wird. Jedes eingetragene Plattenlabel hat einen eigenen Labelcode, der von der GVL am 1. Mai 1976 und später 1977 von der International Federation of the Phonographic Industry (IFPI) zur fehlerfreien Identifizierung der verschiedenen Plattenlabel eingeführt wurde. Tonträger, die unter einem solchen Label erscheinen, tragen den entsprechenden Code als Aufdruck. Im Falle der Verwendung bei einer Hörfunk- oder Fernsehsendung kann die Sendeanstalt anhand des Labelcodes mit dem Label über die GVL abrechnen.

## Vergabe
Ein Labelcode wird von der GVL nur nach erfolgter Erst-Veröffentlichung vergeben. Es gibt jedoch mehrere Wege, an einen LC zu kommen.
1. Der einfachste ist der unten beschriebene Weg: Übernahme des LC des Presswerks (Stichwort: Abtretung der Leistungsschutzrechte).
2. Nach Pressung bspw. einer CD wird ein Antrag auf Erteilung eines LC samt Belegexemplar des Tonträgers an die GVL gesandt. Nach Bearbeitung und Erteilung des LC verschickt die GVL Aufkleber mit dem erteilten LC an den Antragsteller. Erst ab der zweiten Produktion darf der LC nun fest verwendet werden.
3. In Absprache mit der GVL können Mitglieder im Verband Deutscher Musikschaffender (VDM) einen eigenen Label-Code über den VDM erhalten. Dies ist auch vor der ersten Pressung einer CD möglich.[3]
4. Wer kein eigenes Label gründen möchte, aber zur Songveröffentlichung einen LC braucht und Mitglied im Deutschen Rock und Pop Musikerverband e. V. (www.drmv.de) ist, kann die Möglichkeit einer sofortigen Nutzung des LC 08248 der hauseigenen Rockwerk Records beanspruchen. Im Gegenzug behält Rockwerk Records die bei Veröffentlichung eingespielten GVL-Tantiemen ein und leitet diese an den DRMV weiter, der sie für seine satzungsgemäße Vereinstätigkeit verwendet. Das DRMV-Mitglied muss dabei auf diesbezügliche GVL-Einnahmen verzichten. Quelle: DRMV-Lizenzvertrag zum Labelcode.
5. Wenn die Erstveröffentlichung eines Labels eine Auflage von mindestens 3.000 physischen Tonträgern haben soll, vergibt die GVL einen vorläufigen Labelcode. Voraussetzung ist die Vorlage der Auftragsbestätigung des Presswerks. Die dann mit dem vorläufigen LC bedruckte Veröffentlichung wird der GVL nachträglich als Belegexemplar eingereicht.

## Möglicher Missbrauch
Einnahmen aus der Ausstrahlung musikalischer Werke in öffentlich-rechtlichen Sendeanstalten werden anhand des Labelcodes zugeordnet und durch die GVL im Rahmen der Leistungsschutzrechte-Verwertung vergütet. Unwissenden Musikern, die Produktionen in Eigenregie und zumeist in kleiner Auflage (ab 500 Stück) produzieren („pressen“) lassen möchten, wird vom kontaktierten Presswerk oft angeboten, dessen Labelcode zu verwenden.
Mit der Einwilligung zur Übernahme des fremden Labelcodes geht jedoch meist eine stillschweigende Abtretung der Leistungsschutzrechte vom Künstler an das Presswerk einher, das ohne Regelung einer Anteilsauszahlung Vergütungen der GVL allein einnimmt. Darüber hinaus sind sowohl die Beantragung eines Labelcodes als auch der hierfür notwendige Vertrag mit der GVL kostenfrei. Solche Fälle können eine arglistige Täuschung darstellen.
Seriöse Presswerke bieten ihren Kunden – allerdings nur, wenn Einnahmen aus dem Labelcode zu erwarten sind – meist eine Ausschüttung unter Abzug eines Kostenanteils für den eigenen Verwaltungsaufwand, den sich Künstler durch das Nutzen des Labelcodes ersparen.